# گیوم دو ساکس
گیوم دو ساکس (انگلیسی: Guillaume de Sax; ۲۳ دسامبر ۱۸۸۹ – ۶ نوامبر ۱۹۴۵) بازیگر تئاتر، و بازیگر سینما اهل فرانسه بود.
از فیلم‌ها یا برنامه‌های تلویزیونی که وی در آن نقش داشته‌است می‌توان به آب‌سنگ‌های مرجانی اشاره کرد.